# Aliasker Başirow
Aliasker Başirow (russisch Алиаскер Баширов, wiss. Transliteration Aliasker Baširov, * 27. Juni 1979 in Aşgabat, Turkmenische SSR) ist ein ehemaliger turkmenischer Amateurboxer. Er nahm an den Olympischen Sommerspielen 2004 in Athen und Olympischen Sommerspielen 2008 in Peking teil.

## Karriere
Başirow qualifizierte sich für die Olympischen Spiele 2004 durch eine Zweitplatzierung beim asiatischen Qualifikationsturnier in Guangzhou, Volksrepublik China. Im Finale verlor er gegen Qanat Ïsläm aus China. Bei den Olympischen Spielen in Athen schlug er im Weltergewichtsturnier zunächst Rolandas Jasevičius, verlor aber gegen den Turniersieger Baqtijar Artajew aus Kasachstan.
Bei den Asienmeisterschaften im Boxen 2005 in Ho-Chi-Minh-Stadt gewann er die Silbermedaille. Bei den Olympischen Sommerspielen 2008 unterlag er in seinen Erstrundenkampf im Weltergewichtsturnier Jaoid Chiguer mit 6:17 Punkten. Außerdem war er nationaler Meister in Turkmenistan 2003 und 2004.